# 科氏銼口象鼻魚
科氏銼口象鼻魚，為輻鰭魚綱骨舌魚目象鼻魚科的其中一種。分布於非洲剛果河下游史坦利湖流域，棲息於水底，具有發電器官，用來偵測獵物，體長可達10公分。